# Mastixis angitia
Mastixis angitia là một loài bướm đêm trong họ Noctuidae.